# Elena Poptodorowa
Elena Poptodorowa (bułg. Елена Поптодорова) (ur. 31 sierpnia 1951) – bułgarska polityk i dwukrotna ambasador Republiki Bułgarii w Stanach Zjednoczonych.

## Życiorys

### Wczesne życie
Poptodorowa urodziła się 31 sierpnia 1951 w Sofii. W 1974 roku ukończyła studia z italianistyki i literatury na Uniwersytecie Sofijskim im. św. Klemensa z Ochrydy.

### Ministerstwo Spraw Zagranicznych
Pracę w Ministerstwie Spraw Zagranicznych rozpoczęła w 1975 roku jako tłumacz Rządu Bułgarii. Przez kolejne 15 lat pracowała w sekretariacie ministerstwa, gabinecie ministra oraz w komitecie Organizacji Narodów Zjednoczonych do spraw rozbrojenia (DISEC). W latach 1987–1990 służyła jako członek korpusu dyplomatycznego Bułgarii w Rzymie (z akredytacją w San Marino). Zakończyła karierę w ministerstwie po wygranej w wyborach parlamentarnych w Bułgarii w 1990 roku.

### Zgromadzenie Narodowe
W 1990 roku uzyskała mandat do Zgromadzenia Narodowego z ramienia Bułgarskiej Partii Socjalistycznej. Konsekwentnie uzyskiwała reelekcję w wyborach w 1994 roku oraz w wyborach w 1997 roku. Podczas trzech kadencji w Zgromadzeniu Narodowym była rzeczniczką prasową Bułgarskiej Partii Socjalistycznej oraz wiceszefową bułgarskiej delegacji do Unii Międzyparlamentarnej.

### Ambasador w Stanach Zjednoczonych
Poptodorowa została mianowana na stanowisko Ambasadora w Stanach Zjednoczonych w 2002 roku i pełniła tę funkcję do 2008 roku. W trakcie jej kadencji Bułgaria została członkiem Sojuszu Północnoatlantyckiego (NATO) oraz Unii Europejskiej. W 2010 roku została ponownie mianowana na tę samą funkcję. 10 sierpnia 2010 roku przekazała listy uwierzytelniające na ręce Prezydenta Stanów Zjednoczonych Baracka Obamy.

### Późniejsza kariera
Poptodorowa jest wiceprezydentem Atlantic Treaty Association oraz wiceprezydentem i dyrektorem w Atlantic Club of Bulgaria.

### Życie prywatne
Poptodorowa jest mężatką, ma jednego syna. Mówi płynnie w języku angielskim, włoskim, francuskim, rosyjskim i bułgarskim.

#### Oskarżenie o kradzież
24 lutego 2017 Elena Poptodorowa została zatrzymana przez ochronę na Lotnisku Chopina w Warszawie. Pracownik ochrony w jednej z lotniskowych drogerii zatrzymał ją pod zarzutem kradzieży kosmetyków o wartości ponad 1600 złotych. O zdarzeniu została poinformowana Ambasada Bułgarii w Warszawie. Sprawa zakończyła się po 20 miesiącach warunkowym umorzeniem postępowania na rok próby.